# Вилюничи
Вилюничи (укр. Вілюничі) — село в Добромильской городской общине Самборского района Львовской области Украины.
Население по переписи 2001 года составляло 83 человека. Занимает площадь 0,631 км². Почтовый индекс — 82010. Телефонный код — 3238.